# Meteorus platensis
Meteorus platensis är en stekelart som beskrevs av Juan Brèthes 1913. Meteorus platensis ingår i släktet Meteorus och familjen bracksteklar. Inga underarter finns listade i Catalogue of Life.